# Erminio Juvalta
Erminio Juvalta (Chiavenna, 6 aprile 1863 – Torino, 5 ottobre 1934) è stato un filosofo italiano.

## Biografia
Erminio Volfango Francesco Juvalta nacque a Chiavenna, in provincia di Sondrio, il 6 aprile 1863. I genitori erano il barone Corrado, cancelliere della locale pretura originario di Villa di Tirano, e Teresa Zanetti di Tirano. Dopo gli studi liceali trascorsi tra Como e Sondrio, si iscrisse all'università di Pavia dove si laureò nel 1886 con una tesi su Spinoza, sotto la guida del professor Carlo Cantoni, eminente rappresentante della corrente del neokantismo italiano. Successivamente Juvalta insegnò per molti anni materie filosofiche in vari licei della penisola, quali Caltanissetta, Potenza, Spoleto, arrivando altresì a svolgere per alcuni anni la carica di provveditore agli studi e ispettore scolastico. 
Dopo aver conseguito la libera docenza universitaria nel 1892, Juvalta vinse il concorso per la cattedra di filosofia morale alla Facoltà di Lettere dell'Università di Torino nel 1915: i suoi corsi furono incentrati prevalentemente su Spencer, Spinoza e Kant. Le tematiche accademiche prevalentemente trattate riguardarono soprattutto i valori di “libertà” e di “giustizia” con ampie riflessioni etiche. Juvalta, convinto della loro generalità e universalità, arrivò ad auspicarne una loro applicazione anche nello studio delle moderne categorie politiche ed economiche.
Juvalta morì il 5 ottobre 1934 a Torino, rimanendo sostanzialmente ignorato dai colleghi filosofi suoi contemporanei: solo post mortem, infatti, le sue opere divennero oggetto di studio, grazie anche all'allievo Ludovico Geymonat che curò la pubblicazione degli scritti del suo maestro.

## Pensiero

### Il positivismo e la presa di distanza da Spencer
La filosofia di E. Juvalta è una profonda riflessione sull'etica filosofica portata avanti con il metodo dell'analisi critica. Anche se, come risulta dalla sua bibliografia, non troviamo nei suoi scritti importanti contributi sul piano gnoseologico ed epistemologico, dal momento che il suo principale campo d'indagine fu prevalentemente lo studio dei sistemi morali, possiamo affermare senza dubbio che sia il Neokantismo che il Positivismo di fine ottocento costituirono il nucleo di fondo della sua posizione teoretica, da cui sviluppò la sua impostazione metodologica e filosofica.
Il positivismo, in particolare, è stato il primo grande sistema filosofico con cui si è misurato nella prima fase della sua elaborazione concettuale, e ha costituito per molto tempo la sua principale fonte di riflessione. Tuttavia a partire da uno studio critico del pensiero del filosofo inglese H. Spencer, molto ammirato dai positivisti dell'epoca per la sua impostazione metodologica, Juvalta sarà costretto a prendere presto le distanze da una siffatta visione della morale. I motivi di questa rottura sono da imputare principalmente al suo fermo rifiuto di accogliere come sostenibile la pretesa positivistica di fondare l'etica su basi e presupposti scientifici, ampiamente auspicata invece dal filosofo inglese negli scritti aventi per argomento l'etica.
“Il giudizio con il quale si afferma il valore di un oggetto è diverso e non deducibile dal giudizio col quale ne afferma l'esistenza o la possibilità o la connessione modale o condizionale con altri soggetti. Apprendere come le cose sono, è tutt'altra cosa dal valutarle”.
Secondo Juvalta, dal momento che la finalità dell'etica si concreta nella costruzione di teorie morali ed in particolare di coerenti sistemi di valori morali, il giudizio che sta alla base di una qualsivoglia teoria etica deve configurarsi come “un giudizio originario” che ha una natura eminentemente etica, quindi non scientifica (come volevano Spencer e i positivisti) né tantomeno metafisica (come voleva la gran parte delle filosofie che si rifacevano ad una tradizione fondazionalista). Se però un'etica scientifica appare insostenibile per il motivo dell'indebita derivazione dei giudizi di valore, di natura morale, da giudizi scientifici, di natura fattuale, è indubbio che la costruzione di ogni sistema morale debba essere condotta con criteri di scientificità. Nella misura in cui ogni teoria è basata su criteri logico – deduttivi e viene definita dalle relazioni logiche che intrattengono in essa i propri elementi costitutivi, così anche la costruzione di sistemi etici deve seguire la stessa metodologia e mostrare possibilmente l'identica costruzione formale. Questi sistemi di valori hanno l'obbligo di mantenere al loro interno un imprescindibile grado di coerenza, se vogliono risultare sostenibili ed essere così accettati dalla ragione. Quando Juvalta parla di scienza dell'etica lo fa proprio pensando a questo carattere logico – deduttivo dei valori all'interno di un sistema; in particolare egli vede garantita la scientificità di un sistema morale nella misura in cui un coerente insieme di valori viene rigorosamente derivato da un postulato di valore morale capace di fungere da premessa all'intero sistema.

### Avvicinamento al neokantismo
Una volta prese le distanze dai positivisti di fine ottocento, Juvalta si avvicinerà successivamente al Kantismo; in particolare accoglierà, anche se con alcune riserve, molte delle posizioni assunte dal cosiddetto Neokantismo, il movimento di pensiero di inizio novecento che aveva come obiettivo la rivalutazione piena del filosofo di Konisberg riadattando i contenuti del suo pensiero ad esigenze e problematiche tipiche della contemporaneità. Juvalta vede in Kant il più grande filosofo della modernità, colui che meglio di qualsiasi altro pensatore ha saputo cogliere il vero senso dell'autonomia della morale, svincolando per sempre l'etica dai saperi di natura conoscitiva, i quali, proprio in quanto si rivolgono all'ambito fenomenico, non riescono a coglier interamente tutto ciò che ha a che fare con la sfera dei valori (come per esempio la scienza e in generale l'ambito teoretico).
“L'indipendenza e l'indeducibilità dei valori morali da qualsiasi speculazione teoretica fu, come tutti sanno, riconosciuta e affermata, nella forma più esplicita e con grandissimo vigore dal Kant.”

### L'autonomia dell'etica
Kant ha avuto il grande merito, secondo Juvalta, di consegnare alla morale uno speciale statuto di autonomia e di indipendenza. Per Juvalta la morale deve necessariamente esprimere questo suo carattere di autonomia e di “autoassiomaticità” per poter continuare ad essere coerente e allo stesso tempo attendibile sotto il profilo puramente teorico. Abbracciare l'idea di autonomia della morale significa, prima di tutto, accettare una visione antifondazionalista dell'etica. Se volessimo condensare questa idea autonomista in una sintetica enunciazione potremo dire che l'etica non può prendere le mosse che da se stessa. Ogni tentativo di fondare una teoria etica su ambiti del sapere diversi da quello morale, finisce con il configurarsi come un'indebita pretesa di intromissione da parte di chi si illude di derivare un contenuto di valore morale da una premessa fattuale o metafisica o estetica. Alla base di un sistema coerente di valori, cioè un sistema morale costruito deduttivamente, deve esserci un postulato originario di natura etica e non di natura teoretica o peggio ancora metafisica, e questo per questioni eminentemente logico – analitiche, che impongono ad ogni sistema coerente di evitare la fallacia logica della Petitio principii, cioè l'errore di voler caparbiamente dimostrare ciò che invece abbiamo già implicitamente accettato nelle premesse. 
Una volta riconosciuto il contenuto di quel postulato morale e pensato come un valore che può essere vissuto ed accettato da un soggetto agente e concreto, allora si creano i presupposti di base perché una coscienza riconosca in esso un'intrinseca validità, che trova una sua precisa giustificazione solo a partire dalla sua intima natura assiologica. È proprio questo suo riferimento al contenuto di valore morale che costringe Juvalta a rivedere i limiti di una filosofia morale incardinata su binari formalistici e a non accettare tout court la filosofia morale di Kant.

### L'ambito della giustificazione e l'ambito esecutivo
Assumere come principi della ricerca etica l'autonomia, l'antifondazionalismo, l'antiformalismo porterà Juvalta a distinguere l'ambito della giustificazione, cioè il momento riflessivo che ci vede impegnati nella ricerca di ragioni che possano difendere razionalmente la scelta dei nostri fini e dei nostri valori, dall'ambito esecutivo che invece coinvolge il momento motivazionale dell'azione ed è fortemente condizionato da elementi contingenti legati al momento storico, sociale e culturale nel quale gli uomini si trovano ad agire. Con un atteggiamento tipicamente moderno Juvalta difenderà la possibilità dell'esistenza di una pluralità di fini morali sia sul piano teorico che pratico, e con la stessa energia cercherà di trovare una soluzione per definire le precondizioni teoriche che rendano possibile una compatibilità tra i diversi valori.

### Il vecchio e il nuovo problema della morale
La modernità ha definito un passaggio epocale e pieno di tensione nel campo della filosofia morale ed ha segnato il tramonto di un'unica, grande e coerente visione dell'etica. Con l'avvento dell'epoca moderna si è fatta strada l'idea del tutto legittima dell'accettazione di differenti sistemi di valori e di diverse visioni del mondo, i quali trovano, da questo momento, una loro precisa dignità e legittimità in virtù delle ragioni che le diverse dottrine filosofiche hanno saputo elaborare in favore della loro sostenibilità. Juvalta invita a prendere coscienza di questo cambiamento di prospettiva e a considerarlo, asetticamente, come un passaggio dal vecchio problema della morale, in cui il fine principale era la ricerca di una fondazione dell'etica e di una giustificazione dell'esigenza del bisogno di moralità all'interno di ogni coscienza, al nuovo problema della morale riassumibile nella domanda; come possiamo decidere i beni e i valori desiderabili in sé una volta che abbiamo accertato l'esistenza di una pluralità dei postulati di valutazione morale?

### La scelta del fine supremo e i limiti del razionalismo etico
Juvalta vede nel momento della determinazione della scelta del fine supremo, il cui contenuto costituisce la base per il postulato di valore primario, il principale limite del razionalismo etico. La razionalità può solamente giustificare, cioè portare ragionamenti a favore di una tesi, o stabilire relazioni e deduzioni tra elementi di un sistema, in questo caso valori, che sono legati dalla loro stessa natura; ma essa non può imporre i fini. La razionalità accetta, per così dire, il giudizio di valore morale come un dato, ma non lo può stabilire lei in via preliminare perché nel campo etico la razionalità non riesce a cogliere interamente la natura dei nostri giudizi di valore.
“la ragione per quanto si faccia non dà valori; la ragione esige la coerenza; teorica: dei giudizi fra di loro e con i principi e i dati su cui si fondano; pratica: delle valutazioni derivate e mediate con le valutazioni direttamente o postulate, e delle azioni con le valutazioni.”
“…le valutazioni sono, come espressioni di una esperienza interiore sui generis, valide di per sé…”

### I valori ultimi di Libertà e Giustizia
Tuttavia il messaggio di Juvalta contiene anche un aspetto propositivo, non secondario. Anche se esiste una pluralità di valori che la coscienza può scegliere come fini, i quali si costituiscono come le linee guida della nostra condotta individuale, una volta adottato il criterio razionale di universalizzazione dei valori è possibile intuire che le scelte si riducono rispetto a quelle che la ragione può immaginare come possibili e, soprattutto, viene meno la completa arbitrarietà della scelta originaria. Juvalta è convinto che due valori su tutti debbano essere visti come i fini supremi su cui improntare la nostra vita e organizzare le nostre società, vale a dire i valori di libertà e giustizia. Libertà e giustizia costituiscono le precondizioni della vita morale e gli unici valori, tra quelli possibili, che risultano universalizzabili; essi sono le sole precondizioni che permettono ad ogni essere umano di realizzare il proprio fine e di raggiungere i propri beni (valori), in vista di una totale e piena realizzazione della natura umana, senza limitare la ricerca della moralità degli altri membri della società. Libertà e giustizia rappresentano per così dire i cardini di ogni sistema morale con i quali poter impostare se non un vero e proprio ripensamento di ogni pratica umana almeno una profonda critica ai modelli di società dominanti quali l'individualismo liberale, l'autoritarismo o la proposta socialista.
“La libertà esprime l'esigenza delle condizioni soggettive necessarie a fare dell'uomo una persona padrona di sé di fronte a sé e di fronte ad ogni altra persona; la giustizia esprime l'esigenza delle condizioni obbiettive necessarie all'esercizio universalmente efficace di questa libertà.”

## Opere
Juvalta non fu un pensatore sistematico e non cercò mai di definire un sistema filosofico che rendesse ragione dell'organicità del suo pensiero. Egli era sostanzialmente contrario a ingabbiare la riflessione filosofica in grandi narrazioni o in arbitrari sistemi, dal momento che era fermamente convinto che il pensiero soprattutto etico sfuggisse per così dire all'idea di sistematicità e organicità che aveva così profondamente caratterizzato la maggior parte del lavoro filosofico ottocentesco. Per questo motivo non troveremo dunque un corpus di studi juvaltiano che si configuri come summa del suo pensiero. D'altra parte questo non significa che non esiste un'evoluzione all'interno della sua riflessione, o che la sua proposta nel campo della filosofia morale non trovi una sua coerenza e una struttura di fondo ben definita. La sua produzione si caratterizza per essere organizzata in una serie di articoli apparsi nelle riviste di filosofia italiane più apprezzabili di inizio novecento. Tutti gli articoli più significativi sono stati poi raccolti nel volume I limiti del razionalismo etico, curato dal suo allievo Ludovico Geymonat. Tra saggi contenuti nel volume vale la pena ricordare alcuni importanti lavori che hanno segnato lo sviluppo del pensiero di Juvalta:
E. Juvalta, I limiti del razionalismo etico, a cura di L. Geymonat, Einuadi, Torino 1945.
Il volume raccoglie i seguenti saggi:
- Prolegomeni a una morale distinta dalla filosofia, Tip. Bizzoni, Pavia 1901.
- Le dottrine delle due etiche di Herbert Spencer, in «Rivista filosofica», VI (1904).
- Per una scienza normativa morale, in «Rivista filosofica», VII (1905).
- Il fondamento intrinseco del diritto secondo il Vanni, in E. JUVALTA Su la possibilità e i limiti della morale come scienza, Bocca, Torino 1905.
- Il metodo dell'economia pura nell'etica, in «Rivista filosofica», IX (1907).
- Postulati etici e postulati metafisici, in «Rivista di filosofia», II (1910).
- Postulati etici e imperativo categorico, «Atti IV congresso internazionale di filosofia» (Bologna 1911) vol. III, Formiggini, Genova 1991.
- Su la pluralità dei postulati di valutazione morale, in «Atti del IV congresso della società filosofica» (Genova 1912), Formiggini, Genova 1912.
- Il vecchio e il nuovo problema della morale, Zanichelli, Bologna 1914.
- In cerca di chiarezza. Questioni di morale. I. I limiti del razionalismo etico, Lattes, Torino 1919.
- Per uno studio dei conflitti morali, in «Rivista di filosofia», XIX (1927).
- Osservazioni sulla dottrina morale di Spinoza, in «Rivista di filosofia», XXI (1929).

## Scritti su Erminio Juvalta
- D. Basciani, Erminio Juvalta e l'etica della giustizia, Roma, Desclèe, 1966.
- F. Picardi, Morale e filosofia della morale in Erminio Juvalta, (pubblicazioni dell'istituto di filosofia. Facoltà di magistero dell'università di Genova, 24), Milano, Marzorati, 1978.
- Maurizio Viroli, L'etica laica di Erminio Juvalta, Milano, FrancoAngeli, 1987.
- AA.VV., Sul pensiero di Erminio juvalta, fascicolo monografico della «Rivista di storia della filosofia», XLI (1986), Milano, Franco Angeli, pp. 416–664.
- Piergiorgio Donatelli, «JUVALTA, Erminio», in Dizionario Biografico degli Italiani, vol. LXII, Istituto dell'Enciclopedia italiana Treccani, 2004 (on line)